# Angewandte Literaturwissenschaft
Unter angewandter Literaturwissenschaft versteht man die Fähigkeit, literaturwissenschaftliches Fachwissen in verschiedenen Tätigkeitsbereichen des Literaturbetriebs (Verlagswesen, Buchhandel, Literaturagenturen, -häuser oder -büros) zur Anwendung zu bringen. Angewandte Literaturwissenschaft soll Studierenden daher Kenntnisse und Fähigkeiten in den Bereichen Literaturvermittlung und -förderung näherbringen. Dazugehörige Lehrveranstaltungen an Universitäten oder Hochschulen verbinden deshalb Praxis mit Theorie: Dies geschieht beispielsweise in Form von Übungen (im kreativen Schreiben, in Literaturkritik, redaktionellen Arbeiten etc.), die mit dazugehörigen Reflexionen (in Form von Literaturtheorie oder Poetik) verknüpft werden. Die Studierenden sollen nicht nur auf die Berufspraxis vorbereitet werden, sondern auch Urteilsvermögen über (vor allem) zeitgenössische Literatur und ihre Vermittlungsformen erwerben. Der bereits erwähnte Begriff Literaturvermittlung kann daher synonym für angewandte Literaturwissenschaft gebraucht werden; auch sind Überschneidungen mit dem Ausdruck Literaturdidaktik möglich.

## Begriffsgeschichte
Der Begriff angewandte Literaturwissenschaft entstand als Folge einer Wende in der Germanistik gegen Ende der 1960er Jahre, die sich stärker für die Gesellschaft zu interessieren begann. In den 1970er und 80er Jahren erschienen Hans-Georg Kempers Angewandte Germanistik, Ingrid Kerkhoffs Angewandte Textwissenschaft sowie der Band Angewandte Literaturwissenschaft der sogenannten Arbeitsgruppe NIKOL. Die in diesen Büchern dargestellten Konzepte erprobten die Hinwendung der Literaturwissenschaft beispielsweise zur Literaturdidaktik (Kemper), zur sogenannten Sozialhermeneutik (Kerkhoff) sowie zu empirischen Forschungsmethoden (Arbeitsgruppe NIKOL). 1980 erklärte Norbert Mecklenburg die Literaturkritik zum anwendungsbezogensten Teil der Literaturwissenschaft, von der er sich erhoffte, Wissen über Literatur in möglichst breite Bevölkerungsschichten zu vermitteln. Das heutige Verständnis von angewandter Literaturwissenschaft ist dagegen deutlich pragmatischer: Mit ihrer Hilfe soll versucht werden, Absolventen und Studierenden der Literaturwissenschaft zum Brückenschlag zwischen Theorie und Praxis zu verhelfen und ihnen damit den Einstieg ins Berufsleben zu erleichtern.

## Studium
An der Freien Universität Berlin besteht die Möglichkeit, einen Masterstudiengang Angewandte Literaturwissenschaft (zuständige Professoren: Georg Witte, Jan Konst, Jutta Müller-Tamm) zu belegen. Im Rahmen des Studiengangs werden beispielsweise Buchprojekte realisiert, Drittmittel für literarische Veranstaltungen eingeworben, Autorenlesungen organisiert, Online-Zeitschriften erstellt oder PR-Konzepte erarbeitet. Der Masterstudiengang umfasst unter anderen die Module Literatur und Medien, Literaturmanagement, Verlagswesen, Literaturwissenschaft, Presse- und Öffentlichkeitsarbeit, Betriebswirtschaftslehre sowie elektronische Medien.

## Forschung
Am Innsbrucker Institut für Germanistik existiert ein Fachbereich für angewandte Literaturwissenschaft, zu dessen Arbeitsschwerpunkten die Auseinandersetzung mit Literaturkritik gehört.

## Kritik
Der Literaturwissenschaftler Stephan Porombka spricht in einem Aufsatz im Zusammenhang mit den angewandten Literaturwissenschaften vom „schlechten Gewissen“ der Literaturwissenschaft, „die Studierende über Jahre von der Gegenwart möglichst ferngehalten haben und ihnen nun im Hinblick auf spätere Berufsmöglichkeiten – Stichwort: employability – am Ende doch noch etwas Einblick in das zu geben versuchen, was sie jenseits des Studiums erwartet.“